# أودهو ميرلين
أودهو ميرلين (مواليد 1953) هي سياسية من غيانا، كانت سفيرة في البرازيل وشيلي، وسورينام في الفترة من 2009 إلى 2012. خريجة الجامعة الروسية لصداقة الشعوب في روسيا.

## سيرتها
ولدت أودهو ميرلين في عام 1953. تخرجت من كلية الاقتصاد والقانون بالجامعة الروسية لصداقة الشعوب. حصلت على درجة الماجستير في القانون تخصص «القانون الدولي». 
في عام 2009، عُيّنت سفيرا لغيانا لدى جمهورية سورينام، وعملت في هذا المنصب حتى عام 2012.
منذ سنة 2012، عينت سفيرا لغيانا لدى البرازيل وتشيلي.

## روابط خارجية
- Мерлин Удхо
- Merlin Udho new Ambassador to Brazil
- Merlin Udho to succeed Kellawan Lall as Ambassador to Brazil